# Рулсторф
Рулсторф (њем. Rullstorf) општина је у њемачкој савезној држави Доња Саксонија. Једно је од 43 општинска средишта округа Линебург. Према процјени из 2010. у општини је живјело 1.818 становника. Посједује регионалну шифру (AGS) 3355032.

## Географски и демографски подаци
Рулсторф се налази у савезној држави Доња Саксонија у округу Линебург. Општина се налази на надморској висини од 33 метра. Површина општине износи 22,8 km². У самом мјесту је, према процјени из 2010. године, живјело 1.818 становника. Просјечна густина становништва износи 80 становника/km².

## Међународна сарадња
| Мјесто | Држава    | Врста сарадње | Од    |
| ------ | --------- | ------------- | ----- |
|        | Француска | партнерство   | 1974. |
| Извор  |           |               |       |